# Tamara Haggerty
Tamara Haggerty (født 29. april 1996 i Haarlem, Holland) er en hollandsk håndboldspiller, som spiller for danske HH Elite i Damehåndboldligaen og Hollands kvindehåndboldlandshold.
Hun blev udtaget til landstræner Monique Tijstermans bruttotrup ved VM i kvindehåndbold 2021 i Spanien, men var ikke med i den endelige trup.